# Sialomorpha dominicana
Sialomorpha dominicana — викопний вид безхребетних тварин нез'ясованого систематичного положення, що існував в олігоцені, 30 млн років тому.

## Рештки
Рештки Sialomorpha dominicana виявлені в шматку домініканського бурштину між гіфами грибниці і поруч з псевдоскорпіоном та нематодами. У цьому шматку було знайденно декілька особин. Також виялено велику кількість порожніх екзоскелетів, що вказує на те, що тварина регулярно линяла.

## Опис
Тіло завдовжки 100—120 мкм, завширшки. від 60 до 75 мкм. Зовні схожий на тихоходку або кліща. Як і у тихоходок у Sialomorpha dominicana вісім ніг, але на них немає пазурів, а в роті відсутні стилети. У головній капсулі видно втягнуті всередину мандибули. Ймовірно, вони живилися пліснявими грибами.